# Vereniging Eigen Huis
Vereniging Eigen Huis is een Nederlandse belangenvereniging en consumentenorganisatie voor particulieren die een eigen huis bezitten of willen bezitten, en voor Verenigingen van Eigenaars. De vereniging is opgericht in 1974 en telt bijna 50 jaar na de oprichting circa 800.000 leden. De organisatie heeft geen winstoogmerk, is gevestigd te Amersfoort en heeft ongeveer 230 mensen in dienst. Het statutair doel van de vereniging luidt: “Het zonder winstoogmerk behartigen van de belangen van haar leden op het gebied van de huidige of toekomstige woning, alles in de ruimste zin.”

## Geschiedenis en achtergrond
Drs. H.J. van Herwijnen richtte Vereniging Eigen Huis op 13 mei 1974 op als consumentenorganisatie voor de eigenwoningbezitter. De explosieve groei van de koopwoningmarkt in de vroege jaren zeventig was de aanleiding. De vereniging helpt aangesloten huiseigenaren sterker te staan tegen overheden, banken, bouwers, makelaars en notarissen. Dat doet zij door individuele diensten en adviezen te verlenen, en collectieve belangenbehartiging te plegen voor iedereen die een eigen huis bezit of wil bezitten. De kosten voor juridisch en financieel advies, evenals de contributie, worden bewust laag gehouden om voor niemand een drempel te vormen.
In de jaren zeventig hanteerden bouwers eigen overeenkomsten met voor de koper vaak moeilijk te begrijpen voorwaarden, makelaars bemiddelden gelijktijdig voor koper en verkoper en aan hypotheken waren in de ogen van veel kopers onredelijke voorwaarden verbonden. Sinds de oprichting van Vereniging Eigen Huis is er veel veranderd op de woningmarkt. Zo zijn bouwers zorgvuldiger geworden sinds de vereniging de opleveringskeuring van nieuwbouwhuizen introduceerde. Daarnaast is het sinds 1983 niet langer toegestaan dat een makelaar optreedt voor zowel de kopende als de verkopende partij van dezelfde woning. Verder is er door vrije tarieven prijsconcurrentie in het notariaat ontstaan, kwam er een provisieverbod bij hypotheekbemiddeling, werd de overdrachtsbelasting verlaagd van 6% naar 2% en kwam er een wettelijke bedenktijd van drie dagen bij de aankoop van een woning. Minder succesvol was de vereniging in haar kritiek op het huurwaardeforfait en de onroerendezaakbelasting.
In 2004 begon Vereniging Eigen Huis met hypotheekadvies zonder provisies van geldverstrekkers te accepteren. In 2009 introduceerde zij als eerste collectieve inkoop energie. Hiermee zijn leden meer dan 800 duizend keer overgestapt van energieleverancier. Met 800.000 leden is rond de 18 procent van de Nederlandse huiseigenaren lid van Vereniging Eigen Huis. Op het gebied van opleveringskeuringen en bouwtechnische keuringen is de vereniging marktleider. Naast energiecontracten bundelt de vereniging tegenwoordig ook de vraag van haar leden op het gebied van zonnepanelen, warmtepanelen en buitenschilderwerk.
Op 23 september 2024 vierde de vereniging in Amare (Den Haag) het 50jarig jubileum middels een congres.